# Pfuri Baldenweg

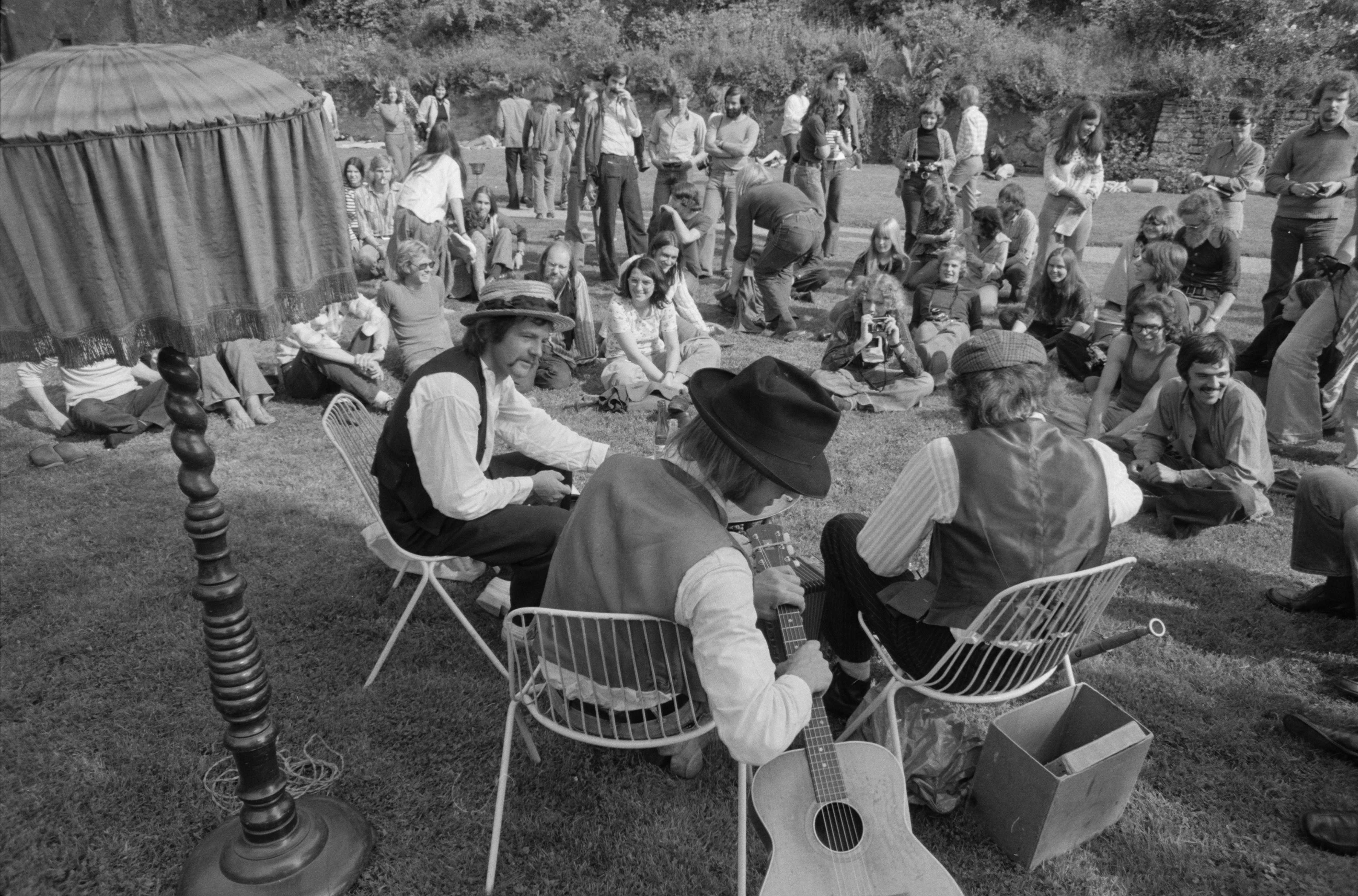
Pfuri, Gorps und Kniri 1975 am Folkfestival Lenzburg

"Pfuri" Roland Eugen Baldenweg (* 26. November 1946 in der Schweiz) ist ein australisch-schweizerischer Musiker und Mundharmonika-Spieler.

## Leben und Wirken
Pfuri ist mit der Kunstmalerin Marie-Claire Baldenweg verheiratet und Vater von drei Kindern. In den 1970er Jahren wurde er mit der Band Pfuri, Gorps & Kniri europaweit bekannt. Von 1993 bis 2001 war er Sänger und Frontman der Band Trash Bag. Seit 2003 ist er Chairman von Great Garbo music. Seit 2013 spielt Pfuri zusammen mit Kniri Knaus und Zach Prather in der Band Grand Cannon.

Er spielte ab 1975 exklusiv auf Hohner Harmonikas. In diesem Zusammenhang sind drei limitierte Ausgaben der „Pfuri Signature Harps“ erschienen. Seit 2022 spielt er auf C.A. Seydel Harmonikas.
Pfuri lebt mit seiner Familie in Byron Bay.